# T-Shirt (canção de Migos)
"T-Shirt" é uma música de hip hop de grupo Migos. Ganhou impacto na rádio a 14 de fevereiro de 2017 como segundo single do seu segundo álbum de estúdio Culture (2017).  A música foi produzida pela produção americana duo Nard & B,ao lado de sua coorte XL TrenchWerk. É a segunda melhor música de gráficos de sua carreira, conseguindo atingir o top 20 dos EUA   Billboard  Hot 100.

## Video musical
O video musical para a música, dirigido por DAPS e Quavo e foi filmado numa cordilheira perto do Lago Tahoe. O video estreou a 6 de janeiro de 2017 através do canal YouTube dos Migos. 

## Performances ao vivo
A 23 de março de 2017, Migos realizou "T-Shirt", ao lado de The Roots, em  The Tonight Show Starring Jimmy Fallon .

## Gráficos
| Gráfico (2017)                               | Pico posição |
| -------------------------------------------- | ------------ |
| Canadá (Canadian Hot 100)                    | 16           |
| France (SNEP)                                | 127          |
| New Zealand Heatseekers (RMNZ)               | 5            |
| Portugal (AFP)                               | 99           |
| Suíça (Schweizer Hitparade)                  | 53           |
| Reino Unido (UK Singles Chart)               | 82           |
| Reino Unido (OCC UK R&B)                     | 12           |
| Estados Unidos (Billboard Hot 100)           | 19           |
| Estados Unidos (Billboard R&B/Hip-Hop Songs) | 11           |
| Estados Unidos (Billboard Rhythmic)          | 20           |